# Pin Baghdad

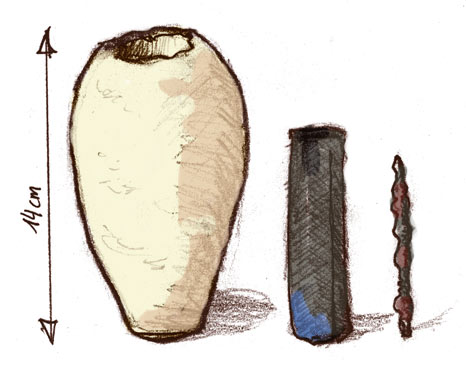
Bản vẽ mô tả 3 hiện vật

Pin Baghdad hoặc Pin Parthian là một bộ ba hiện vật được tìm thấy cùng nhau: một bình đất sét nung, một ống đồng và một thanh sắt. Chúng được phát hiện ở Khujut Rabu hiện đại, Iraq ngày nay, gần thủ phủ của Ctesiphon, thủ đô của đế quốc Parthia (150 TCN - 223 AD) và đế quốc Sasanian (224–650 AD), và được coi là một bộ cổ vật từ trong những thời kỳ này.
Nguồn gốc và mục đích sử dụng của pin Baghdad vẫn chưa rõ ràng, và cần thêm bằng chứng để giải thích mục đích hoạt động thật sự của nó. Một số nhà nghiên cứu đã đưa ra giả thuyết rằng cục pin nhân tạo này hoạt động như một tế bào mạ điện, có thể được sử dụng để mạ điện hoặc một số loại liệu pháp điện, nhưng không có đối tượng electrogilded nào được biết đến trong giai đoạn này.

## Cấu tạo
Pin Baghdad có cấu tạo khá đơn giản với lớp vỏ ngoài làm bằng đất sét nung, nắp pin làm từ nhựa đường. Một thanh sắt gắn xuyên qua nắp bình, nằm trong một ống đồng. Sau đó, bình được đổ đầy dấm, rượu vang hoặc một số chất có tính axit khác. Chúng đóng vai trò là dung dịch điện phân, giúp pin tạo ra điện.